# Pasikoniszka
Pasikoniszka (Onychomys) – rodzaj ssaków z podrodziny nowików (Neotominae) w obrębie rodziny  chomikowatych (Cricetidae).

## Rozmieszczenie geograficzne
Rodzaj obejmuje gatunki występujące w Ameryce Północnej.

## Morfologia
Długość ciała (bez ogona) 85–128 mm, długość ogona 29–62 mm, długość ucha 11–22 mm, długość tylnej stopy 17–25 mm; masa ciała 21–60 g.

## Systematyka
Rodzaj zdefiniował w 1857 roku amerykański ornitolog i ichtiolog Spencer Fullerton Baird w rozdziale poświęconym ssakom, opublikowanym w raporcie dla Departamentu Wojny Stanów Zjednoczonych z odkryć i badań, mających na celu ustalenie najbardziej praktycznej i ekonomicznej trasy dla kolei biegnącej od rzeki Missisipi do Oceanu Spokojnego. Gatunkiem typowym jest (oznaczenie monotypowe) pasikoniszka białobrzucha (O. leucogaster). 

### Etymologia
Onychomys (Onichomys): gr. ονυξ onux, ονυχος onukhos ‘pazur’; μυς mus, μυος muos ‘mysz’.

### Podział systematyczny
Do rodzaju należą następujące występujące współcześnie gatunki:
| Grafika | Gatunek               | Autor i rok opisu    | Nazwa zwyczajowa          | Podgatunki         | Rozmieszczenie geograficzne | Podstawowe wymiary                             | Status IUCN |
| ------- | --------------------- | -------------------- | ------------------------- | ------------------ | --- | ---------------------------------------------- | ----------- |
|         | Onychomys arenicola   | Mearns, 1896         | pasikoniszka piaskowa     | 3 podgatunki       | Stany Zjednoczone (południowo-wschodnia Arizona, południowo-środkowy Nowy Meksyk i zachodni Teksas) i północno-środkowy Meksyk (na południe do Aguascalientes i San Luis Potosí)         | DC: 8,5–10,4 cm DO: 4,6–5,5 cm MC: 21–29 g     | LC          |
|         | Onychomys leucogaster | (Wied-Neuwied, 1841) | pasikoniszka białobrzucha | gatunek monotypowy | południowo-zachodnia Kanada (południowa Alberta, południowy Saskatchewan i południowa Manitoba) przez zachodnie i środkowe Stany Zjednoczone do północnego Meksyku (północne Tamaulipas) | DC: 9–12,8 cm DO: 2,9–6,2 cm MC: 30–60 g       | LC          |
|         | Onychomys torridus    | (Coues, 1874)        | pasikoniszka preriowa     | 10 podgatunków     | południowo-zachodnie Stany Zjednoczone (Nevada, południowa Kalifornia i południowa Arizona) i północno-zachodni Meksyk (północna Kalifornia Dolna, Sonora i północna Sinaloa)            | DC: 8,6–10,1 cm DO: 3,3–6,2 cm MC: brak danych | LC          |

Kategorie IUCN:  LC  – gatunek najmniejszej troski.
Opisano również gatunki wymarłe z pliocenu dzisiejszych Stanów Zjednoczonych:
- Onychomys bensoni Gidley, 1922[11]
- Onychomys gidleyi Hibbard, 1941[12]
- Onychomys hollisteri Carleton & Eshelman, 1979[13]
- Onychomys martinii (Hibbard, 1937)[14]
- Onychomys pedroensis Gidley, 1922[11]